# Петър Обретенов
Петър Тихов Обретенов е български революционер от българското националноосвободително движение, участник в четата на Хаджи Димитър и Стефан Караджа.

## Биография
Петър Обретенов е роден в Русе през 1842 година. Син е на Тихо Обретенов и Баба Тонка. Негови братя са революционерите Никола, Георги, Ангел и Атанас Обретенови. Участва във Втора българска легия и в четата на Хаджи Димитър и Стефан Караджа. Загива при сражение на четата в Канлъдере през 1868 година.